# Japhet Tanganga
Japhet Manzambi Tanganga, född 31 mars 1999, är en engelsk professionell fotbollsspelare som spelar som försvarare för Premier League-klubben Tottenham Hotspur.